# Uzda
Uzda je kos opreme oziroma pripomoček za usmerjanje konja pri jahanju. Obstajajo uzde, ki vključujejo brzdo in so trenutno tudi najbolj pogoste in uzde, ki brzde nimajo. Te se imenujejo hakamor ali pa v nekaterih primerih uzda brez brzde (bittless bridle).

## Deli uzde
Uzda sestoji iz sledečih elementov:
- Zatilni del podvratnega jermena, ki leži za ušesi konja.
- Ličnika, ki se na eni strani se pripneta na zatilni del podvratnika, na drugi strani pa na obročke brzde.
- Podvratnik, ki je pritrjen na eni strani konjevega ušesa, leži pod grlom in se pripne pri drugem ušesu. Njegova naloga je preprečiti, da se uzda sname v primeru ko se konj podrgne ob kak predmet.
- Čelnik leži pred ušesi konja in je velikokrat lepo oblikovan in okrašen.
- Nosnik je del uzde, ki gre okoli konjevega nosu in se zapenja pod njim. Njegova funkcija je, da prepreči odpiranje konjevih ust.
- Fiadorjev vozel - vozel uporabljan pri uzdi hakamor
- Vajeti so na vsaki strani pripete na obročke brzde, so jahačeva povezava s konjem in jih ima prav vsaka uzda. Lahko so iz enotne vrvi, usnjene, spletene, gumijaste...
- Brzda se vstavi v konjeva usta in sicer na mesto, kjer ta že po naravi nima zob, ki bi brzdo ovirale. Obstaja več vrst brzd, največkrat so kovinske in so lahko enojne ali dvojne. lahko so tudi plastične ali pa iz jeklene žice. Za konje ki imajo težave s sprejemanjem brzde so na trgu tusi humijaste z okusom različnega sadja kot npr. jabolka.

Uzda (odvisno od stila jahanja) lahko vsebuje tudi zaščito za brzdo in plašnice. Zaščito za brzdo so gumijasti obročki, ki se namestijo na brzdo in služijo kot zaščita za konjeva usta. Plašnice pa so kvadratni deli usnja ali umetnega materiala pritrjenega na robove ličnic. Največkrat so uporabljane pri vlečnih/voznih konjih in konju preprečijo da bi videl kaj je za njim in se splašil.

## Vrste uzd

### Angleški stil jahanja
- Uzda snaffle je najpogosteje videna uzda pri angleškem jahanju. Je osnovna uzda, ki nosi eno brzdo, ki ima navadno enojne vajeti.
- Uzda pelham je še ena vrsta angleške uzde, ki nosi enojno brzdo (brzdo pelham, a ima dvojne vajeti).
- Dvojna uzda Tudi uzda  Weymouth , vključuje dve brzdi, od teh je ena majhna snaffle brzda in druga  Weymouth brzda. Uporaba te brzde zahteva dvoje vajeti. Ta tip uzde je po navadi viden le na višjih stopnjah dresurnih tekmovanj.

### Westeren jahanje
Western uzda je namenjena ameriškemu stilu western jahanja in po navadi nima nosnika. Prav tako jih veliko nima čelnika oziroma imajo čelnik, ki objema le eno uho. 

### Posebne uzde
Uzda gag je uzda z zaokroženimi ličniki (največkrat iz vrvi)ki grejo skozi luknje v obročkih brzdein so pritrjeni direktno na vajeti. Pogosto se uporabljajo v polu, rodeih in občasno v preskakovanju ovir.  
Uzda halter, znana tudi kot trail ali endurance uzda je uzda, ima ličnike z brzdo, ki jih lahko s karabinom  odstranimo in tako uzdo spremenimo v oglavko.

## Hakamorji in uzde brez brzde
Hakamor je uzda s katero nadzurujemo konja na podlagi ustvarjanja pritiska na določenih delih konjeve glave. Hakamor ni enako kot oglavka, ki se uporablja za vodenje in privezovanje konja. Uzde bitless so podobne hakamorju, razlikujejo pa se v načinu delovanja.
Bosal je najbolj pogost pri ujahovanju mladih konj pri western desciplinah. Bitless uzde in ostali tipi hakamor uzd pa so pogosto videne pri endurance in prostočasnem jahanju. Še vedno pa večina bitless uzde v večini jahalnih disciplin niso dovoljene ( z izjemo tekem v preskakovanju ovir).
Poleg hakamorja obstaja še več vrst uzd brez brzd. Ena od teh je tudi sidepull, ki večinoma deluje na konjev nos  in je zelo popularna med western jahači.
Še ena vrsta bitless uzde je uzda "cross-under" ali "figure eight". V tem primeru na konja s pritiskom delujemo s pomočjo dveh prekrižanih vrvi pod konjevo glavo. Nekatere oblike te uzde imajo prekrižane vrvi le pod čeljustjo in ne pod celo glavo.